# Mangia'
Mangia' es un videojuego publicado en 1983 por la empresa Spectravideo para la consola Atari 2600.

## Trama
Tu madre ha estado cocinando todo el día, preparándote tu plato de pasta favorito, pero nada es lo suficientemente bueno para su niño preferido. Por tanto, es justo que pongas una sonrisa en su cara, brillo en sus ojos y resplandor en su corazón. ¿Cómo? Pues comiendo. ¡Mangia', mangia' ! ¡Vamos, es bueno para ti!
Claro, hay un pequeño inconveniente: tu madre no puede evitar cocinar pasta sin parar, y si comes demasiado tu barriga terminará explotando. Afortunadamente tienes unos ayudantes que se encargarán de eliminar la comida sin que tu mamá se entere y se ponga triste: Sergio (un gato) y Frankie (un perro), quienes aparecen de vez en cuando. Se les puede aventar a ellos la comida mientras mamá está de espaldas. El objetivo del juego es eliminar la mayor cantidad de pasta sin que mamá se entere.